# Llista de diputats balears al Congrés dels Diputats
Aquesta llista només inclou els diputats des de la restauració de la democràcia a l'Estat Espanyol (1977).

## Legislatura constituent (1977-1979)
UCD 4 - PSOE 2
- Raimundo Clar Garau (UCD)
- Miguel Durán Pastor (UCD)
- Francesc Garí Mir (UCD)
- Santiago Rodríguez-Miranda Gómez (UCD)
- Emilio Alonso Sarmiento (PSOE)
- Félix Pons Irazazábal (PSOE)

## I Legislatura (1979-1982)
UCD 4 - PSOE 2
- Íñigo Cavero Lataillade (UCD)
- Miguel Durán Pastor (UCD)
- Francesc Garí Mir (UCD)
- Santiago Rodríguez-Miranda y Gómez (UCD)
- Emilio Alonso Sarmiento (PSOE) (substituït per Juan Francisco Triay Llopis el 1980)[3]
- Fèlix Pons Irazazábal (PSOE)

## II Legislatura (1982-1986)
PSOE 3 - AP/PDP 3
- Abel Matutes Juan (AP) (substituït per María Valls Bertrand el 1986)[5]
- Josep Cañellas Fons (AP)
- Ricardo Squella Martorell (AP)
- Gregori Mir Mayol (PSOE)
- Joan Ramallo Massanet (PSOE)
- Jaume Ribas Prats (PSOE)

## III Legislatura (1986-1989)
PSOE 3 - Coalición Popular (AP-PDP-PL) 3
- Félix Pons Irazazábal (PSOE)
- Joan Ramallo Massanet (PSOE)
- Enric Ribas Marí (PSOE)
- Josep Cañellas Fons (AP)
- Joan Casals Thomas (PDP) (substituït per Joan Antoni Noguera Torres (PL) el 1989)[7]
- Enric Ramon Fajarnés (AP)

## IV Legislatura (1989-1993)
PP 3 - PSOE 3
- Josep Cañellas Fons (PP)
- Enric Ramon Fajarnés (PP)
- Adolfo Vilafranca Bosch (PP)
- Félix Pons Irazazábal (PSOE)
- Emilio Alonso Sarmiento (PSOE)
- Antoni Costa Costa (PSOE)

## V Legislatura (1993-1996)
PP 4 - PSOE 3
- Francesc Gilet Girart (PP)
- María Luisa Cava de Llano Carrió (PP)
- Adolfo Vilafranca Bosch (PP)
- Joaquín Cotoner Goyeneche (PP)
- Félix Pons Irazazábal (PSOE)
- Antoni Costa Costa (PSOE)
- Albert Moragues Gomila (PSOE)

## VI Legislatura (1996-2000)
PP 4 - PSOE 3
- Eduard Gamero Mir (PP)
- María Luísa Cava de Llano Carrió (PP)
- Cristòfol Pons Franco (PP)
- Pedro Cantarero Verger (PP)
- Teresa Riera Madurell (PSOE)
- Antoni Costa Costa (PSOE)
- Albert Moragues Gomila (PSOE)

## VII Legislatura (2000-2004)
PP 5 - PSOE 2
- Rosa Estaràs Ferragut (PP) (substituïda per Damià Ripoll Gàlvez el 2003)[12]
- María Luísa Cava de Llano Carrió (PP) (substituïda per Francisca Pol Cabrer l'any 2000)[13]
- Joan Salord Torrent (PP)
- Miguel Ángel Martín Soledad (PP)
- Antònia Febrer Santandreu (PP)
- Teresa Riera Madurell (PSOE)
- Albert Moragues Gomila (PSOE)

## VIII Legislatura (2004-2008)
PP 4 - PSOE 4
- Maria Salom Coll (PP)
- Enric Fajarnés Ribas (PP)
- Joan Salord Torrent (PP)
- Miguel Ángel Martín Soledad (PP)
- Francesc Antich Oliver (PSOE) (Substituït per Míriam Muñoz Resta el 2007)[15]
- Maria Gràcia Muñoz Salvà (PSOE)
- José Ramón Mateos Martín (PSOE)
- Isabel Maria Oliver Sagreras (PSOE)

## IX Legislatura (2008-2011)
PSOE 4 - PP 4
- Antoni Garcias Coll (PSOE) (substituït per Pablo Martín Peré el 2009)
- Maria Gràcia Muñoz Salvà (PSOE)
- José Manuel Bar Cendón (PSOE)
- Miriam Muñoz Resta (PSOE)
- Maria Salom Coll (PP) (substituïda per Carme Feliu Álvarez de Sotomayor el 2011)[17]
- Enric Fajarnés Ribas (PP)
- Joan Carles Grau Reinés (PP)
- Maria Antònia Mercant Nadal (PP)

## X Legislatura (2011-2015)
PP 5 - PSOE 3
- Miquel Àngel Ramis Socias (PP)
- Enric Fajarnés Ribas (PP)
- Joan Carles Grau Reinés (PP)
- Isabel M. Borrego Cortés (PP) (substituïda per Rogelio Gil Araújo el 2012)[19]
- Mariona Ares Martínez-Fortún (PP)
- Pablo Martín Peré (PSOE)
- Sofia Hernanz Costa (PSOE)
- Guillem Garcia Gasulla (PSOE)[20]

## XI Legislatura (2016)
PP 3 - PODEMOS 2 - PSOE 2 - C's 1
- Mateu Isern Estela (PP)
- José Vicente Marí Bosó (PP)
- Águeda Reynés Calvache (PP)
- Juan Pedro Yllanes Suárez (Independent per PODEMOS)
- Mae de la Concha García-Mauriño (PODEMOS)
- Ramon Antoni Socias Puig (PSOE)
- Sofia Hernanz Costa (PSOE)
- Fernando Navarro Fernández-Rodríguez (C's)[22]

## XII Legislatura (2016-2019)
PP 3 - Units Podem Més (PODEMOS-EUIB-MÉS) 2 - PSOE 2 - C's 1
- Teresa Palmer Tous (PP)
- José Vicente Marí Bosó (PP)
- Águeda Reynés Calvache (PP)
- Juan Pedro Yllanes Suárez (Independent per PODEMOS)
- Mae de la Concha García-Mauriño (PODEMOS)
- Pere Joan Pons Sampietro (PSOE)
- Sofia Hernanz Costa (PSOE)
- Fernando Navarro Fernández-Rodríguez (C's)

## XIII Legislatura (2019)
PSOE 3 - UP 2 - C's 1 - PP 1 - Vox 1
- Pere Joan Pons Sampietro (PSOE)
- Sofia Hernanz Costa (PSOE)
- Pau Morlà Florit (PSOE)
- Antonia Jover Díaz (UP)
- Lucía Miriam Muñoz Dalda (UP)
- Joan Mesquida Ferrando (Independent per C's)
- Margalida Prohens Rigo (PP)
- Magdalena Margarita Contestí Rosselló (Vox)

## XIV Legislatura (2019-2023)
PSOE 2 - PP 2 - UP 2 - Vox 2
- Pere Joan Pons Sampietro (PSOE)
- Sofia Hernanz Costa (PSOE)
- Margalida Prohens Rigo (PP) (substituïda per Carlos Martínez de Tejada Pérez el 2023)[29]
- Miguel Ángel Jerez Juan (PP)
- Antonia Jover Díaz (UP) (substituïda per Jorge Roselló Bouso el 2023)[30]
- Lucía Miriam Muñoz Dalda (UP)
- Antonio Salvá Verd (Vox)
- Patricia de las Heras Fernández (Vox)

## XV Legislatura (2023-)
PP 3 - PSOE 3 - SUMAR-MÉS 1 - Vox 1
- José Vicente Marí Bosó (PP)
- Sandra Fernández Herranz (PP)
- Joan Mesquida Mayans (PP)
- Francina Armengol Socías (PSOE)
- Pepe Mercadal Baquero (PSOE)
- Milena Herrera García (PSOE)
- Vicenç Vidal Matas (SUMAR-MÉS)
- Jorge Campos Asensi (Vox)